# The House That Jack Built
The House That Jack Built (prt: The House That Jack Built - A Casa de Jack; bra: A Casa Que Jack Construiu) é um filme franco-sueco-germano-dinamarquês de 2018, dos gêneros drama e suspense, escrito e dirigido por Lars von Trier.
A produção é estrelada por Matt Dillon, Uma Thurman, Riley Keough, Bruno Ganz, Siobhan Fallon Hogan, Sofie Gråbøl e Yu Jie-tae. A história segue Jack, um serial killer, ao longo de 12 anos nos anos 1970 e 1980 no estado de Washington. Von Trier descreveu o filme como celebrando "a ideia que a vida é má e sem alma".
Em 2021 a California Filmes lançou o filme em blu-ray em edição limitada e definitiva na Versátil Home Vídeo.

## Produção
Von Trier desenvolveu originalmente a ideia como uma série de televisão, mas em fevereiro de 2016, ele anunciou que seria um filme. Depois de extensas pesquisas de assassinos em série, von Trier tinha um script concluído até maio de 2016. Os direitos de vendas internacionais para o filme pertence a TrustNordisk com von Trier e a Zentropa produzindo. Film i Väst está a financiar o filme, e o Copenhagen Film Fund concedeu 1,08 milhões de euros em subsídios à produção. O filme é uma co-produção entre a França, Alemanha, Suécia e Dinamarca.
Em 2 de novembro de 2016, von Trier anunciou que Matt Dillon iria desempenhar o papel principal do filme. Anúncios em breve seguido em fevereiro de 2017 dizendo que Riley Keough e Sofie Grabol também iria se juntar à produção com a participação de Uma Thurman, sendo anunciado no mês seguinte. As filmagens começaram em março de 2017 em Bengtsfors, Suécia e está programado para terminar as filmagens na Dinamarca em maio de 2017. Von Trier dividiu as filmagens em duas partes para permitir a oportunidade de edição entre, algo que ele tem nunca feito antes. Uma vez que a filmagem é terminada em Copenhaga, o trabalho começará no complicado trabalho de efeitos visuais. Em março de 2017, Lars estaria negociando para ter a estreia do filme no Festival de Cannes, apesar de ter sido previamente banido do festival.

## Elenco
- Matt Dillon como Jack[12]
- Uma Thurman como Lady 1[12]
- Riley Keough[12]
- Bruno Ganz como Verge[12]
- Siobhan Fallon Hogan[12]
- Sofie Gråbøl[12]
- Yu Ji-tae[15][16]